# Memória dos Santos Anjos da Guarda
A Memória dos Santos Anjos da Guarda é um memorial da Igreja Católica oficialmente celebrado em 2 de outubro. Em alguns lugares, a festa é celebrada no primeiro domingo de setembro com a permissão da Congregação para o Culto Divino. Os católicos ergueram altares em homenagem aos anjos da guarda já no século IV, e as celebrações locais de uma festa em homenagem aos anjos da guarda remontam ao século XI. A festa também é observada por alguns anglo-católicos dentro da Comunhão Anglicana e pela maioria das igrejas do movimento Anglicano Contínuo.

## História
A devoção aos anjos é uma tradição antiga que a Igreja Cristã herdou do Judaísmo. Começou a se desenvolver com o nascimento da tradição monástica. A festa foi celebrada pela primeira vez pela ordem franciscana em 1500. Esta festa, como muitas outras, era local antes de ser colocada no Calendário Romano Geral em 1607 pelo Papa Paulo V. O decreto papal que estabelece a festa foi assinado por Roberto Belarmino, o que levou alguns estudiosos a especular que a festa foi criada sob a influência da Companhia de Jesus. Foi originalmente classificada como dupla, e acredita-se que a nova festa pretendia ser uma espécie de suplemento à festa de São Miguel, uma vez que a Igreja homenageava naquele dia (29 de setembro) a memória de todos os anjos também como a memória de São Miguel. Clemente X elevou-o à categoria de duplo obrigatório e, por fim, Leão XIII elevou a festa à categoria de duplo maior. Desde 1976, é considerado um memorial obrigatório.
No dia 2 de outubro de 1795, Pio VI concedeu indulgência parcial todas as vezes, com o coração contrito e devoção, qualquer dos fiéis recitar a oração do anjo da guarda. A oração diz: "Anjo de Deus, meu querido guardião, A quem o seu amor me confia aqui, Esteja sempre ao meu lado, Para iluminar e guardar, para governar e guiar. Amém." Pio VI também concedeu uma indulgência plenária na festa dos Santos Anjos da Guarda (2 de outubro) para aqueles que rezaram a oração pela manhã e à noite durante todo o ano, desde que cumpram os outros requisitos usuais para receber uma indulgência plenária ( confissão verdadeiramente penitente e recepção da Eucaristia, visita a uma igreja ou oratório e oração pelo Soberano Pontífice ). Em 11 de junho de 1796, o Papa Pio VI concedeu outra indulgência plenária àqueles que frequentemente repetiram esta oração na hora de sua morte, desde que tenham as disposições necessárias. O Papa Pio VII confirmou essas indulgências de seu predecessor novamente em 15 de maio de 1821 e, além disso, concedeu uma indulgência plenária uma vez por mês, em qualquer dia do mês, para aqueles que rezaram a oração do anjo da guarda todos os dias durante um mês, sob o os mesmos requisitos acima mencionados para receber uma indulgência plenária. Após a revogação dessas indulgências, uma indulgência parcial é concedida no Enchiridion de 1968.
João XXIII escreveu uma Meditação para a Festa dos Anjos da Guarda, na qual se lê, em parte: "Devemos lembrar quão admirável foi a intenção da Providência divina em confiar aos anjos a missão de zelar por toda a humanidade e pelos seres humanos individualmente, para que não sejam vítimas dos graves perigos que enfrentam."

## Observância
A Festa dos Anjos da Guarda teve uma importância seminal para Josemaría Escrivá, que se considerou inspirado por Deus para fundar o Opus Dei a 2 de outubro de 1928. O significado do dia da sua inspiração ficou evidente para Escrivá, que acreditou ser um sinal de que a obra da ordem seria realizada sob a proteção dos anjos.